# Кйорйошладань
Кйорйошладань (угор. Körösladány) — місто в медьє Бекеш в Угорщині. Площа міста становить 123,87² км, на якій проживає 5114 жителів.
| Угорщина | Це незавершена стаття з географії Угорщини. Ви можете допомогти проєкту, виправивши або дописавши її. |